# Monte Carlo Open 1999 - Qualificazioni doppio
Le qualificazioni del doppio  del Monte Carlo Open 1999 sono state un torneo di tennis preliminare per accedere alla fase finale della manifestazione. I vincitori dell'ultimo turno sono entrati di diritto nel tabellone principale. In caso di ritiro di uno o più giocatori aventi diritto a questi sono subentrati i lucky loser, ossia i giocatori che hanno perso nell'ultimo turno ma che avevano una classifica più alta rispetto agli altri partecipanti che avevano comunque perso nel turno finale.
Le qualificazioni del doppio del torneo Monte Carlo Open 1999 prevedevano 8 coppie partecipanti di cui 2 sono entrate nel tabellone principale.

## Teste di serie
1. Alberto Berasategui /  Francisco Roig (Qualificati)
2. Nebojša Đorđević /  Andrei Pavel (primo turno)

1. Massimo Ardinghi /  Vincenzo Santopadre (primo turno)
2. Adam Peterson /  Eric Taino (primo turno)

## Qualificati
1. Alberto Berasategui  /   Francisco Roig

1. Dominik Hrbatý  /   Karol Kučera

## Tabellone

### Legenda
| - Q = Qualificato - WC = Wild card - LL = Lucky loser | - ALT = Alternate - SE = Special Exempt - PR = Protected Ranking | - w/o = Walkover - r = Ritirato - d = Squalificato |

### Sezione 1
|  | Primo turno | Primo turno                        | Primo turno                    | Primo turno | Primo turno |  |  | Ultimo turno | Ultimo turno                       | Ultimo turno                       | Ultimo turno | Ultimo turno |  |
|  |             |                                    |                                |             |             |  |  |              |                                    |                                    |              |              |  |
|  | 1           | Alberto Berasategui Francisco Roig | 5                              | 6           | 6           |  |  |              |                                    |                                    |              |              |  |
|  |             | Dinu Pescariu Davide Sanguinetti   | 7                              | 3           | 1           |  |  | 1            | Alberto Berasategui Francisco Roig | Alberto Berasategui Francisco Roig | 6            | 6            |  |
|  |             | Sjeng Schalken John van Lottum     | Sjeng Schalken John van Lottum | 6           | 6           |  |  |              | Sjeng Schalken John van Lottum     | Sjeng Schalken John van Lottum     | 3            | 2            |  |
|  | 4           | Adam Peterson Eric Taino           | Adam Peterson Eric Taino       | 3           | 2           |  |  |              |                                    |                                    |              |              |  |

### Sezione 2
|  | Primo turno | Primo turno                          | Primo turno                          | Primo turno | Primo turno |  |  | Ultimo turno                | Ultimo turno                | Ultimo turno                | Ultimo turno | Ultimo turno |  |
|  |             |                                      |                                      |             |             |  |  |                             |                             |                             |              |              |  |
|  |             | Dominik Hrbatý Karol Kučera          | 7                                    | 2           | 6           |  |  |                             |                             |                             |              |              |  |
|  | 2           | Nebojša Đorđević Andrei Pavel        | 5                                    | 6           | 3           |  |  | Dominik Hrbatý Karol Kučera | Dominik Hrbatý Karol Kučera | Dominik Hrbatý Karol Kučera | 6            | 6            |  |
|  |             | Tomáš Anzari Sláva Doseděl           | Tomáš Anzari Sláva Doseděl           | 6           | 6           |  |  | Tomáš Anzari Sláva Doseděl  | Tomáš Anzari Sláva Doseděl  | Tomáš Anzari Sláva Doseděl  | 3            | 2            |  |
|  | 3           | Massimo Ardinghi Vincenzo Santopadre | Massimo Ardinghi Vincenzo Santopadre | 4           | 3           |  |  |                             |                             |                             |              |              |  |